# Wat Phra Si Sanphet

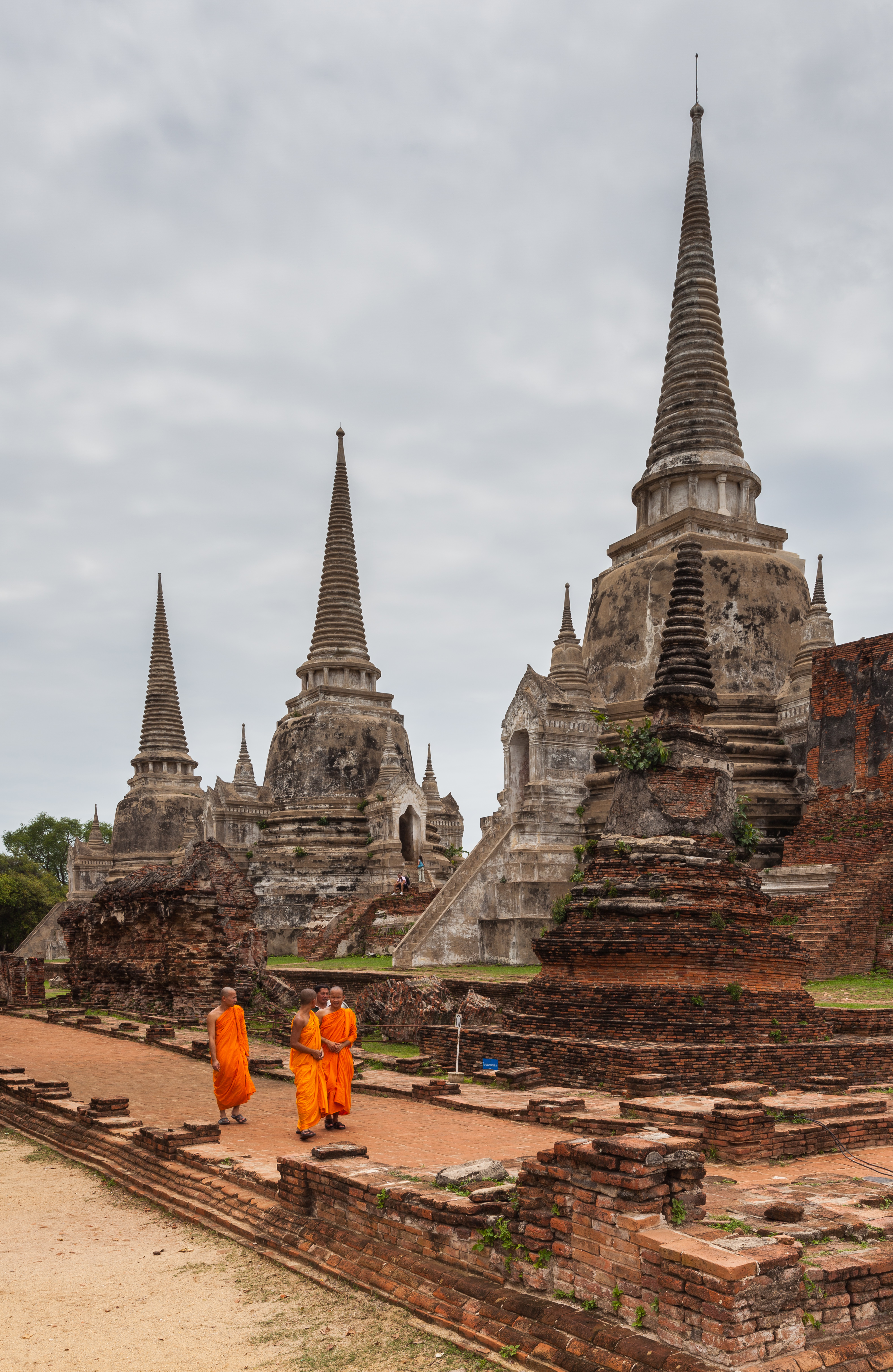
Deel van het heiligdom

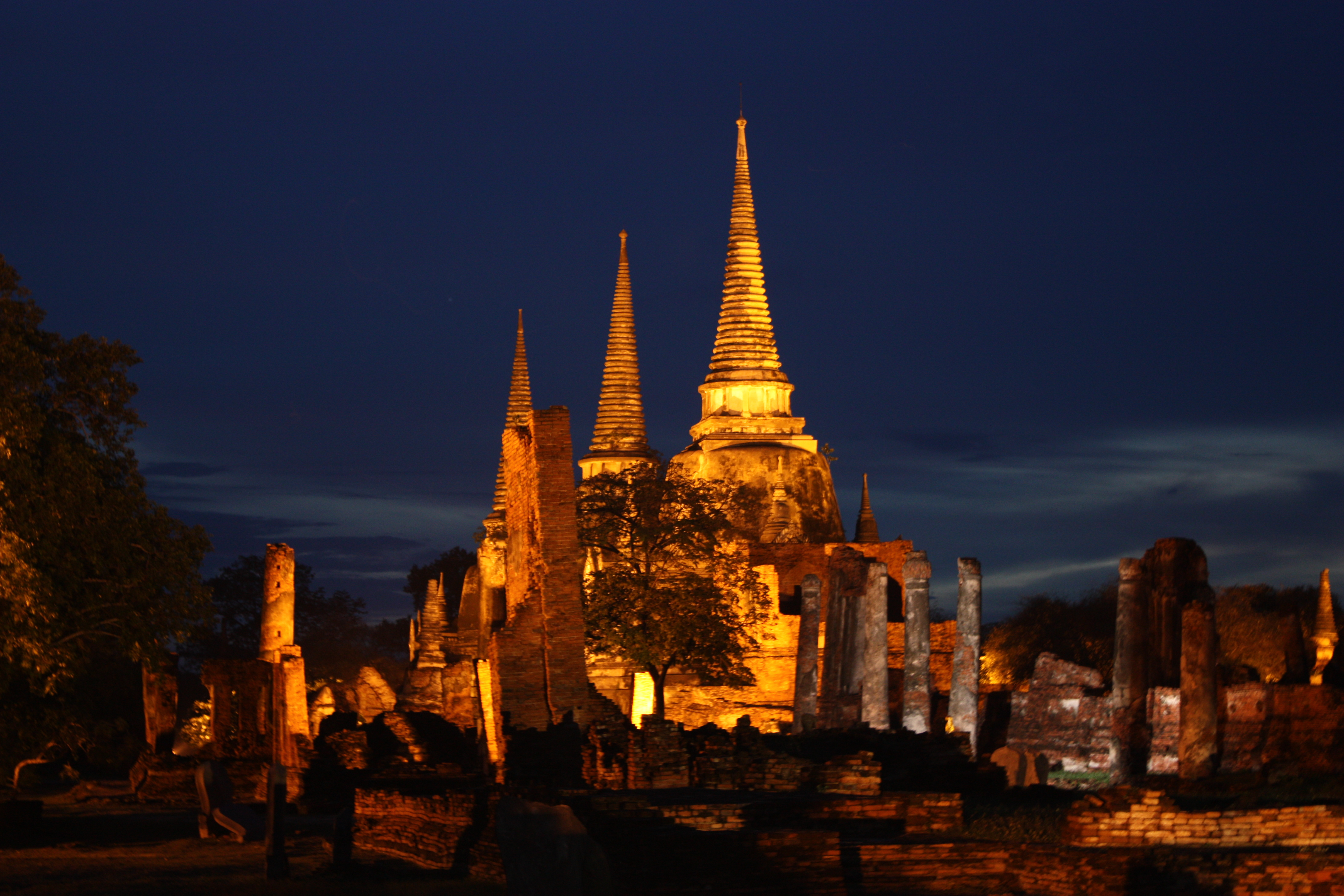
Het complex bij nacht

De Wat Phra Si Sanphet is een boeddhistische tempel in Ayutthaya, de voormalige hoofdstad van Thailand. Hij diende als koninklijke tempel, evenals ingesloten in een particuliere rechtbank, was het binnen de grenzen van Wang Luang, direct ten zuiden van het Koninklijk Paleis van Ayutthaya. Zijn positie was vergelijkbaar met die van de Smaragdgroene Boeddha in relatie tot het Koninklijk Paleis van Bangkok.
Deze tempel was de belangrijkste van Ayutthaya en werd in de vijftiende eeuw gesticht door koning Borom Traï Lokanat en verfraaid door zijn opvolgers. In 1500 plaatste koning Rama Thibodi II in een van de heiligdommen een bronzen Boeddhabeeld bedekt met gouden platen, met een hoogte van 16 meter, die hij "Phra Si Sanphet" noemde, vandaar de naam van de wat.
Het complex ligt in het Historisch Park Ayutthaya.